# Bolxelugski
Bolxelugski o Bollxelugski - Большелугский (rus) és un possiólok del krai de Krasnodar, a Rússia. Es troba a les terres baixes del Kuban-Azov, a la península de Ieisk. És a 10 km al sud de Ieisk i a 184 km al nord-oest de Krasnodar.
Pertany al possiólok de Xirotxanka.